# H22

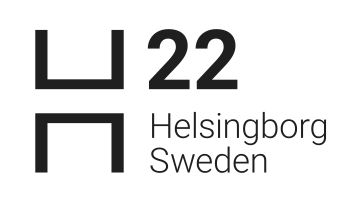
H22 logotyp

H22 var en internationell stadsmässa i Helsingborg från den 30 maj till den 3 juli 2022 och del av en löpande satsning på innovation och stadsutveckling i kommunen. Den byggde på traditionen från tidigare genomförda H55 år 1955 och H99 år 1999.
Huvudmän var Helsingborgs stad och de kommunalt ägda bolagen NSR (avfallshantering), Helsingborgshem, Öresundskraft, Helsingborgs hamn, Helsingborg Arena och Scen samt Nordvästra Skånes vatten och avlopp.

## Galleri

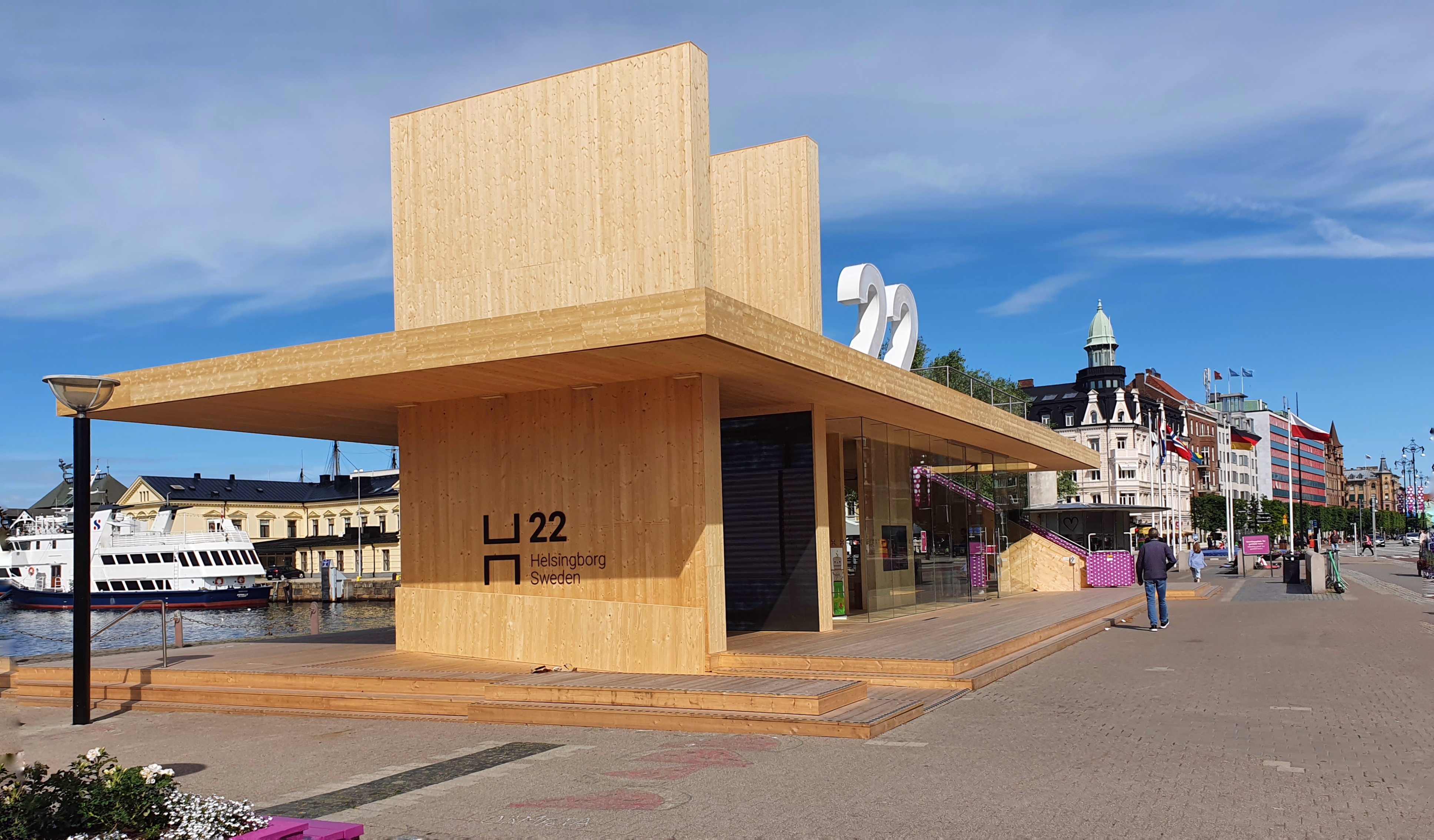
Paviljongen på Kungstorget.
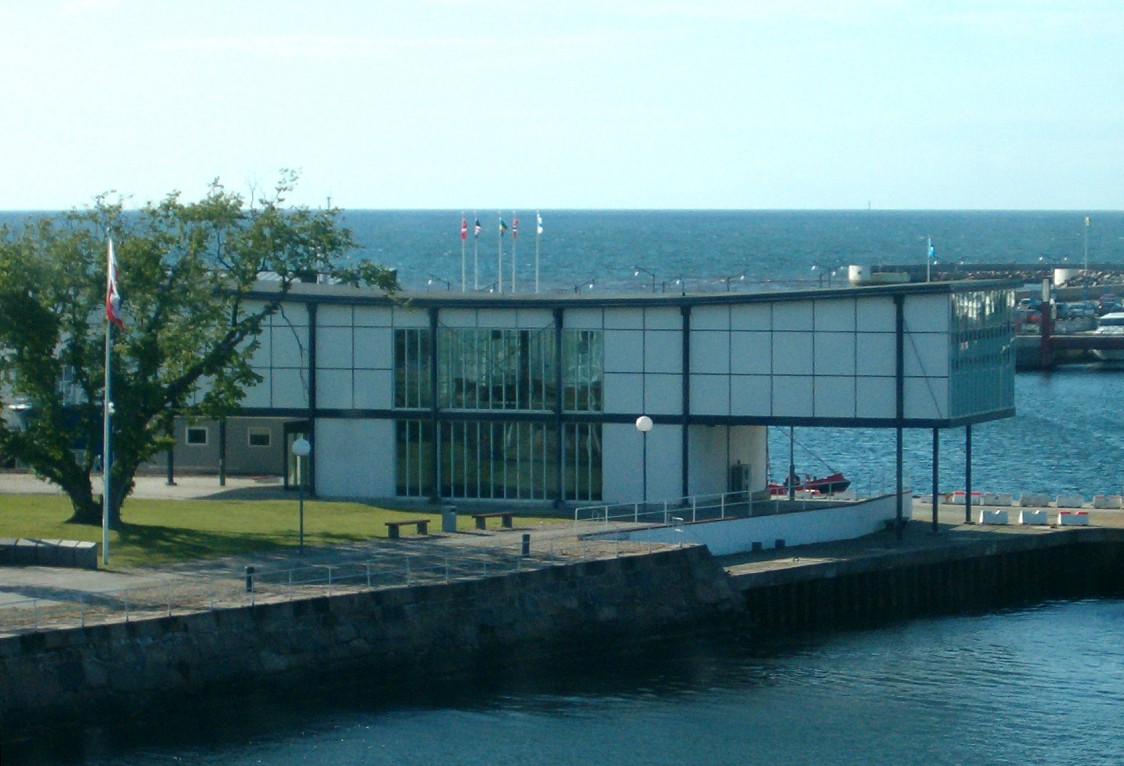
Den återuppbyggda paviljongen från utställningen H55.

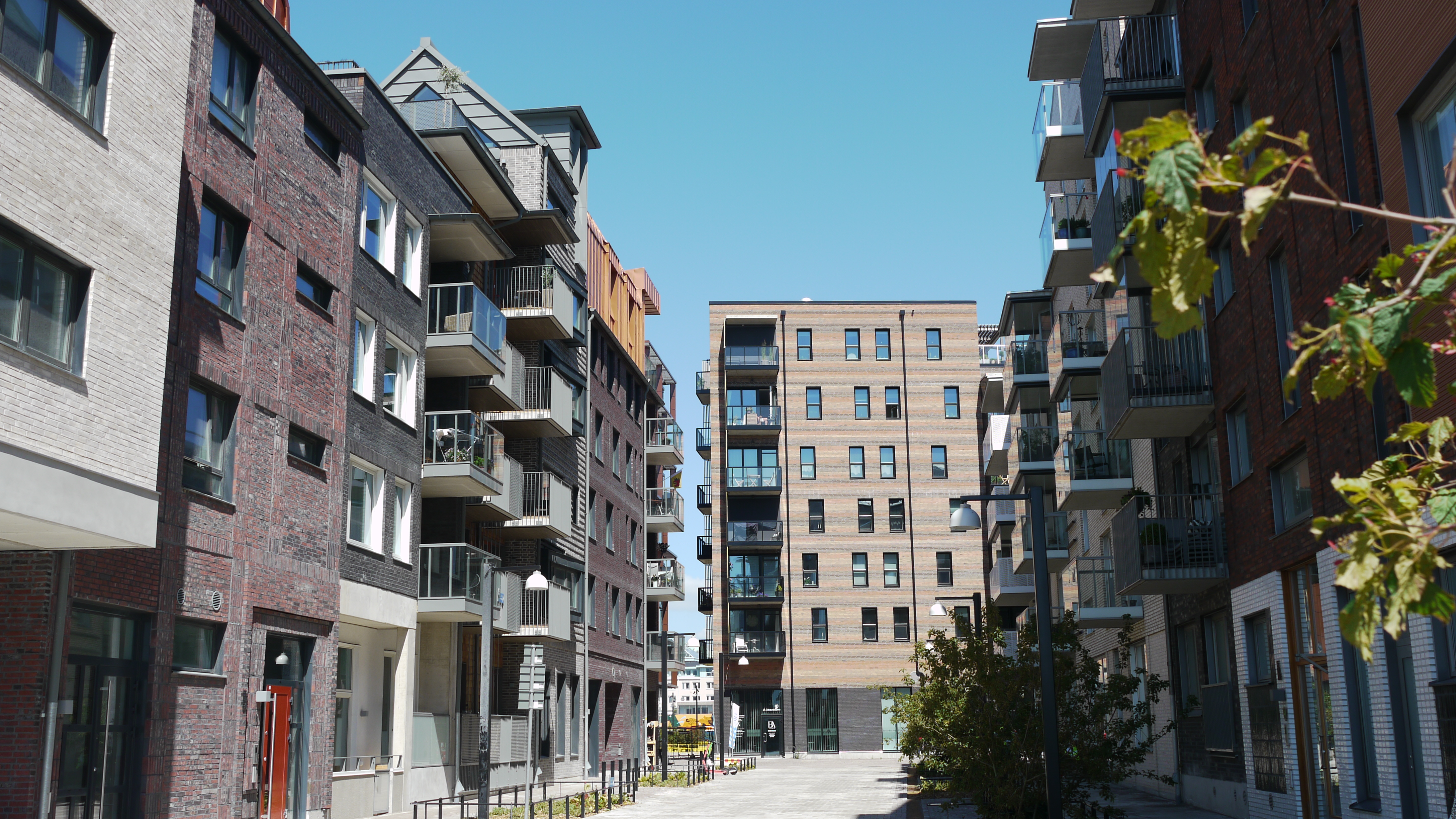
Den nya stadsdelen Oceanhamnen var ett av mässans huvudområden.
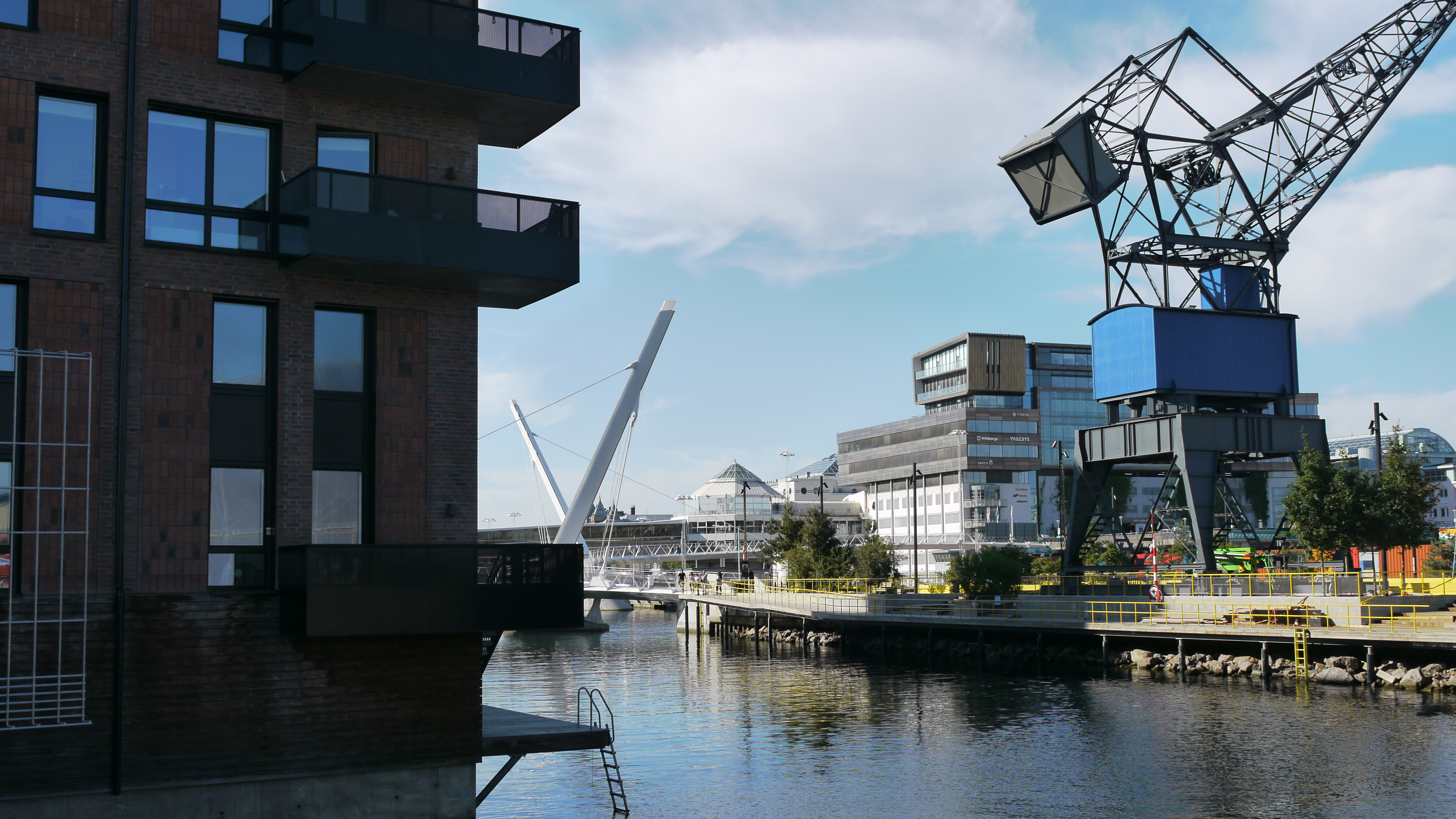
Vy från Oceanhamnen mot Helsingborg C med en kran, lekplats och Varvsbron.